# Fabricio Bustos
Fabricio Bustos (Ucacha, 28 aprile 1996) è un calciatore argentino, difensore del River Plate e della nazionale argentina.

## Caratteristiche tecniche
È un terzino destro molto veloce, con spiccate doti offensive (è bravo nel dribbling); è nondimeno capace anche in fase difensiva, essendo abile nei tackles e avendo un buon senso della posizione. I suoi punti di debolezza sono il fisico esiguo e l'eccessiva intemperanza, che lo porta spesso a essere ammonito. Per le sue caratteristiche è stato soprannominato El Tractor (in italiano il trattore); è stato paragonato allo spagnolo Héctor Bellerín.

## Carriera

### Club
Cresciuto nel settore giovanile dell'Independiente, ha esordito in prima squadra il 5 dicembre 2016, nella partita vinta per 1-0 contro il River Plate, disputando l'intero match da titolare. Il 13 dicembre 2017 vince la Coppa Sudamericana, battendo dopo il doppio confronto di finale il Flamengo.

### Nazionale
Dopo aver partecipato con la nazionale under-17 al campionato sudamericano del 2013, concluso con la vittoria finale, nell'agosto 2017 viene convocato per la prima volta da Jorge Sampaoli in nazionale maggiore per le sfide valide alle qualificazioni ai Mondiali 2018 contro Uruguay e Venezuela, tuttavia senza mai scendere in campo. Il 23 marzo 2018 esordisce ufficialmente con l'albiceleste giocando da titolare, nell'amichevole contro l'Italia.

## Statistiche

### Presenze e reti nei club
Statistiche aggiornate al 17 agosto 2025.
| Stagione             | Squadra              | Campionato           | Campionato | Campionato | Coppe nazionali | Coppe nazionali | Coppe nazionali | Coppe continentali | Coppe continentali | Coppe continentali | Altre coppe | Altre coppe | Altre coppe | Totale | Totale |
| Stagione             | Squadra              | Comp                 | Pres       | Reti       | Comp            | Pres            | Reti            | Comp               | Pres               | Reti               | Comp        | Pres        | Reti        | Pres   | Reti   |
| -------------------- | -------------------- | -------------------- | ---------- | ---------- | --------------- | --------------- | --------------- | ------------------ | ------------------ | ------------------ | ----------- | ----------- | ----------- | ------ | ------ |
| 2016-2017            | Independiente        | PD                   | 18         | 1          | CA              | 0               | 0               | CS                 | 11                 | 0                  | -           | -           | -           | 29     | 0      |
| 2017-2018            | Independiente        | PD                   | 14         | 2          | CA              | 0               | 0               | CL                 | 10                 | 0                  | RS+CSB      | 2+1         | 0           | 27     | 2      |
| 2018-2019            | Independiente        | PD                   | 22         | 0          | CA              | 3               | 0               | CS                 | 8                  | 0                  |             | -           | -           | 33     | 0      |
| 2019-2020            | Independiente        | PD                   | 22         | 0          | CA+CDM          | 1+7             | 0               | CS                 | 8                  | 0                  |             | -           | -           | 31     | 0      |
| 2020-2021            | Independiente        | PD                   | 7          | 0          | CA+CLP          | 0+12            | 0+1             | CS                 | 6                  | 0                  |             | -           | -           | 25     | 1      |
| 2021                 | Independiente        | PD                   | 36         | 2          | CA+CLP          | 2+0             | 0+0             | CS                 | 8                  | 0                  |             | -           | -           | 46     | 2      |
| Totale Independiente | Totale Independiente | Totale Independiente | 119        | 5          |                 | 27              | 1               |                    | 52                 | 0                  |             | 2           | 0           | 202    | 6      |
| 2022                 | Internacional        | PD/RS+A              | 5+31       | 0+2        | CB              | 1               | 0               | CS                 | 9                  | 0                  | -           | -           | -           | 46     | 2      |
| 2023                 | Internacional        | PD/RS+A              | 13+29      | 0+3        | CB              | 1               | 0               | CL                 | 7                  | 0                  | -           | -           | -           | 50     | 3      |
| gen.-ago. 2024       | Internacional        | PD/RS+A              | 13+11      | 0+1        | CB              | 4               | 0               | CS                 | 8                  | 0                  | -           | -           | -           | 36     | 1      |
| Totale Internacional | Totale Internacional | Totale Internacional | 31+71      | 0+6        |                 | 6               | 0               |                    | 24                 | 0                  |             | -           | -           | 132    | 6      |
| ago.-dic. 2024       | River Plate          | PD                   | 15         | 0          | -               | -               | -               | CL                 | 6                  | 0                  | -           | -           | -           | 21     | 0      |
| 2025                 | River Plate          | PD                   | 8+2        | 0          | CA              | 1               | 0               | CL                 | 4                  | 0                  | SI+CmC      | 0           | 0           | 15     | 0      |
| Totale River Plate   | Totale River Plate   | Totale River Plate   | 23+2       | 0          |                 | 1               | 0               |                    | 10                 | 0                  |             | -           | -           | 36     | 0      |
| Totale carriera      | Totale carriera      | Totale carriera      | 246        | 11         |                 | 34              | 1               |                    | 86                 | 0                  |             | 2           | 0           | 370    | 12     |

### Cronologia presenze e reti in nazionale
| Cronologia completa delle presenze e delle reti in nazionale ― Argentina | Cronologia completa delle presenze e delle reti in nazionale ― Argentina | Cronologia completa delle presenze e delle reti in nazionale ― Argentina | Cronologia completa delle presenze e delle reti in nazionale ― Argentina | Cronologia completa delle presenze e delle reti in nazionale ― Argentina | Cronologia completa delle presenze e delle reti in nazionale ― Argentina | Cronologia completa delle presenze e delle reti in nazionale ― Argentina | Cronologia completa delle presenze e delle reti in nazionale ― Argentina |
| Data                                                                     | Città                                                                    | In casa                                                                  | Risultato                                                                | Ospiti                                                                   | Competizione                                                             | Reti                                                                     | Note                                                                     |
| ------------------------------------------------------------------------ | ------------------------------------------------------------------------ | ------------------------------------------------------------------------ | ------------------------------------------------------------------------ | ------------------------------------------------------------------------ | ------------------------------------------------------------------------ | ------------------------------------------------------------------------ | ------------------------------------------------------------------------ |
| 23-3-2018                                                                | Manchester                                                               | Argentina                                                                | 2 – 0                                                                    | Italia                                                                   | Amichevole                                                               | -                                                                        | 89’                                                                      |
| 27-3-2018                                                                | Madrid                                                                   | Spagna                                                                   | 6 – 1                                                                    | Argentina                                                                | Amichevole                                                               | -                                                                        | 62’                                                                      |
| 12-9-2018                                                                | East Rutherford                                                          | Colombia                                                                 | 0 – 0                                                                    | Argentina                                                                | Amichevole                                                               | -                                                                        |                                                                          |
| 11-10-2018                                                               | Riad                                                                     | Iraq                                                                     | 0 – 4                                                                    | Argentina                                                                | Amichevole                                                               | -                                                                        | 75’                                                                      |
| Totale                                                                   |                                                                          | Presenze                                                                 | 4                                                                        |                                                                          | Reti                                                                     | 0                                                                        |                                                                          |

## Palmarès

### Competizioni internazionali
- Coppa Sudamericana: 1

Independiente: 2017
- Coppa Suruga Bank: 1

Independiente: 2018